# اورانیه‌واود
اورانیه‌واؤد (به هلندی: Oranjewoud) یک روستا در هلند است که در هیرن‌فین واقع شده‌است. اورانیه‌واود ۱٬۵۷۰ نفر جمعیت دارد.